# Tranquillo Scudellaro
Tranquillo Scudellaro, né le 13 décembre 1930 à Bagnoli di Sopra (Vénétie) et mort le 16 juin 2000 à Lodi Vecchio en Lombardie, est un coureur cycliste italien, professionnel de 1950 à 1959.

## Palmarès professionnel
- 1950
  - Milan-Bologne
  - 2e de Milan-Rapallo
  - 9e de la Coppa Bernocchi
- 1951'
  - 2e du Grand Prix de Pontremolo
- 1952
  - 2e du Tour de Romagne
  - 2e du Turin-Biella
  - 4e des Trois vallées varésines
- 1953
  - Gran Premio Sannazzaro
  - Trofeo Fenaroli
  - 3e du Grand Prix Ceramisti
  - 3e de la Coppa Mostra del Tessile
  - 3e du Milan-Modène
  - 3e de la Coppa Agostoni
- 1954
  - Troféo dell'U.V.I.
  - Coppa Città di Busto Arsizio
  - Coppa Kaiser
  - Coppa d'Oro
  - Coppa Uvi
  - Circuit de Lecco
  - Circuit de Pavia
  - Circuit de Abbiategrasso
  - 2e du Trofeo Fenaroli
  - 3e du Grand Prix de Pontremolo
  - 5e du Tour des Apennins
  - 5e de la Coppa Agostoni
- 1955
  - Coppa Valle del Metauro
  - 3e du Tour de Toscane
- 1957
  - Circuit de Giullianova
  - 2e du Trofeo Fenaroli
- 1958
  - Grand Prix d'Asborno
  - Coppa Belricetto
  - Grand Prix Industria-Quarrata
  - Targa Libero Ferrario
- 1959
  - Grand Prix Industria-Quarrata

### Résultats dans les grands tours
8 participations

#### Tour d'Italie
- 1951 : 57e
- 1952 : abandon
- 1953 : 33e
- 1954 : abandon
- 1955 : 34e
- 1956 : 20e
- 1958 : abandon
- 1959 : abandon